# William Gray & Company
William Gray & Company , est une entreprise de construction navale anglaise située à West Hartlepool dans le Nord-Est de l'Angleterre.
Fondée en 1863 par John Denton et William Gray sous forme de partenariat, elle est devenue une société privée puis une société anonyme sous la direction de trois générations de la famille Gray jusqu'à sa liquidation définitive en 1962. 

## Histoire

### Denton, Gray & Co.
En 1839, John Punshon Denton créé un chantier naval à Middleton, Hartlepool, pour construire et réparer des voiliers à coque en bois. En 1863, Denton associe avec William Gray, un homme d'affaires prospère possédant une chaîne de magasins à Hartlepool, pour former Denton, Gray and Company. Le chantier naval est modernisé et s'agrandit, et commence à construire des navires à coque en fer. Leur premier navire est lancé le 23 janvier 1864. En 1865, Denton, Gray and Co. établit un nouveau partenariat avec les constructeurs de navires Richardson, Duck and Co. de Stockton-on-Tees, et les constructeurs de moteurs marins T. Richardson and Sons, appelé Richardson, Denton, Duck and Co. Cependant, les affaires sont mauvaises et la société n'achève que quatre navires avant d'être dissoute en septembre 1866, lorsque les sociétés reviennent à leur propriété et à leur nom d'origine. En 1867-68, Denton, Gray and Co. agrandit ses locaux, en reprenant un chantier naval voisin en 1868, ce qui lui permet de diversifier ses activités dans la réparation navale. En 1869, la société déménage dans un chantier plus important à West Hartlepool, qui couvre huit acres et emploie jusqu'à 1 200 hommes. 
Le partenariat prend fin à la mort de John Denton en 1871. À cette époque, Denton et Grey sont en conflit pour savoir lequel de leurs fils doit être autorisé à devenir associé. L'affaire est portée devant les tribunaux, mais comme la société a été fondée sans contrat formel signé, les tribunaux ne peuvent pas prendre de décision. Finalement, les fils de Denton quittent la société, et en 1874, celle-ci est rebaptisée William Gray & Company, et Gray prend son fils aîné Matthew comme associé.

### William Gray & Co.
L'entreprise prospère et, en 1878, Gray détient le record britannique de production, avec 18 navires lancés en une seule année. La société devient rapidement le plus grand producteur de barques clipper en acier, de voiliers et de bateaux à vapeur de West Hartlepool. Employant aujourd'hui quelque 2 000 hommes, la société enregistre la plus forte production de tous les chantiers navals britanniques à six reprises entre 1878 et 1900. 
En 1883, Gray créé la Central Marine Engineering Works, pour fabriquer ses propres moteurs marins, en recrutant l'ingénieur Thomas Mudd de T. Richardson and Sons pour augmenter la production. 
Le 1er janvier 1889, Gray devient une société à responsabilité limitée, avec William Gray comme président, ses fils Matthew et William, et son gendre George Henry Baines, comme directeurs. En reconnaissance de ses nombreuses œuvres de charité et de son mandat de maire de West Hartlepool, William Gray est fait chevalier en 1890. Entre 1892 et 1895, l'un des principaux clients de la société est la Shell Transport and Trading Company qui fait construire huit pétroliers. 
Matthew Gray meurt en 1896, suivi en 1898 par William Gray et Thomas Mudd, qui laisse le fils cadet de William, William Cresswell Gray, à la présidence. Il agrandit la société en achetant la Milton Forge and Engineering Company, permettant à Gray d'augmenter sa production de moteurs marins, de chaudières, de pompes et d'autres machines. En association avec Christopher Furness, il achète également la Moor Steel and Iron Works de Stockton-on-Tees, la Stockton Malleable Iron Works et la West Hartlepool Steel and Iron Works, qui fusionnent en une nouvelle société, la South Durham Steel and Iron Company Ltd, qui fournit les matériaux nécessaires à la construction des navires de Gray. En 1900, deux autres cales sont construites, soit onze au total, et la société emploie à ce moment 3 000 hommes, qui construisent 200 navires jusqu'au début de la Première Guerre mondiale en 1914. 
La guerre entraîne une augmentation de l'activité du chantier naval, et en 1918, Gray a construit 30 paquebots et  navires tramping, 13 navires pour l'Amirauté, dont quatre monitors de classe M15, et 30 cargos standard de "classe guerre" pour le contrôleur de la navigation. Une installation a également été mise en place à la Central Marine Engine Works, employant principalement des femmes, pour produire des obus.
Le 14 juin 1917., le roi George V et la reine Mary visitent le chantier naval dans le cadre d'une visite de soutien moral dans la région, et le 7 juillet 1917, William C. Gray est nommé 1er baronnet Gray de Tunstall Manor. 
En 1918, Gray devient une société publique. Cependant, au début des années 1920, la société connaît des difficultés financières en raison du marasme d'après-guerre sur le marché du fret, qui est inondé de navires de guerre excédentaires. En 1922, la société ne construit que trois navires, et en 1923 seulement sept. En 1924, William Cresswell Gray meurt, et la présidence de la société passe à son fils, William Gray, 2e baronnet . Il doit gérer une société fortement endettée, mais malgré cela, la société achève son 1 000e navire en 1929. 
En 1930, lorsque la Grande Dépression frappe, le chantier naval est fermé par manque de commandes. En 1932, le chantier rouvre temporairement pour construire une vedette-pilote pour Teesport et six navires à vapeur de type tramp, avant d'être à nouveau fermé. En 1934, le chantier rouvre pour construire deux bateaux à aubes afin d'assurer un service de ferry pour passagers sur la rivière Humber. En 1935, le chantier rouvre brièvement pour construire un bateau à vapeur de type tramp, qui n'est pas vendu avant deux ans. Ce n'est qu'en 1936 que les affaires commencent à s'améliorer, et jusqu'en 1939, la société construit trente tramps et cargos, ainsi que deux dragueurs de mines de la classe Halcyon pour la Royal Navy. Le début de la Seconde Guerre mondiale voit une reprise de l'activité avec 72 navires construits et 1 750 navires réparés entre 1939 et 1945. 
Après la guerre, la production navale britannique connait un déclin général avec l'émergence des chantiers navals japonais et allemands. Entre 1945 et 1959, Gray construit en moyenne seulement 7,5 navires par an, ainsi qu'un certain nombre de pétroliers. En 1959, les seules commandes enregistrées concernaient deux minéraliers. Le dernier navire construit par Gray est lancé en 1961. Les travaux de réparation se sont poursuivis en 1962, jusqu'à ce que la société soit finalement mise en Liquidation judiciaire.

## Sources
- (en) Cet article est partiellement ou en totalité issu de l’article de Wikipédia en anglais intitulé « William Gray & Company » (voir la liste des auteurs).

## liens externes
- (en) Liste des navires construit par Denton, Gray & Company
- (en) Liste des navires construit par William Gray & Company